# Pan cubano

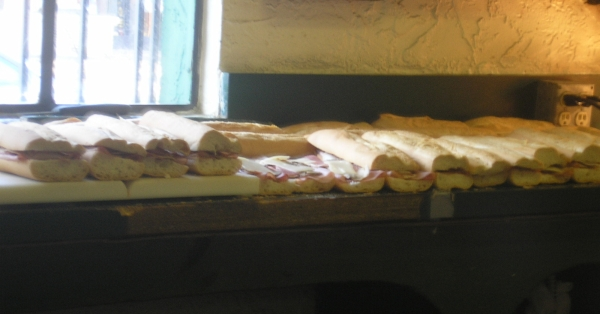
El pan cubano se usa para hacer sándwiches cubanos.

El pan cubano es un pan blanco bastante simple, parecido a la baguete pero con un método de cocción e ingredientes ligeramente diferentes (en particular, suele incluir una pequeña cantidad de grasa en forma de manteca o grasa vegetal). Suele hacerse en piezas alargadas, con forma de barra. Es un alimento básico de la cocina cubana y tradicionalmente el pan preferido para elaborar el auténtico sándwich cubano.

## Historia
Hay cierto debate sobre el auténtico origen del pan cubano, reclamando tanto Miami como Tampa (en Florida) la elaboración de la mejor variedad. Sí es cierto que la primera panadería que elaboró pan cubano en los Estados Unidos fue probablemente La Joven Francesca en Ybor City, el barrio latino de Tampa. En 1896, La Joven fue fundada por el panadero siciliano Francisco Ferlita y abastecía principalmente al mercado de Ybor City.
La panadería fue destruida por un incendio en 1922, quedando en pie solo el horno de ladrillo. Francisco reconstruyó la panadería, haciéndola más grande que antes y añadiendo un segundo horno, y se convirtió en un importante suministrador de pan de la zona de Tampa/Ybor. La panadería también se convirtió en un lugar de reunión en el que tomar una taza de café cubano y ponerse al día de las noticias locales.
En Ybor City el pan solía repartirse cada mañana, como la leche. Las casas tenían un clavo grande en el marco junto a la puerta, de forma que el repartidor clavaba la barra de pan en él.
La Joven cerró en 1973, pero pronto fue renovada y convertida en el Museo Estatal de Ybor City, convirtiéndose en la parte principal del complejo museístico. Los hornos originales en los que el pan cubano se horneaba aún pueden verse dentro.
La panadería La Segunda (La Primera ardió hace mucho) es actualmente la principal productora de pan cubano en la región de Tampa. Fue fundada por Juan Moré, que emigró a Tampa y fundó La Primera en 1915.

## Características

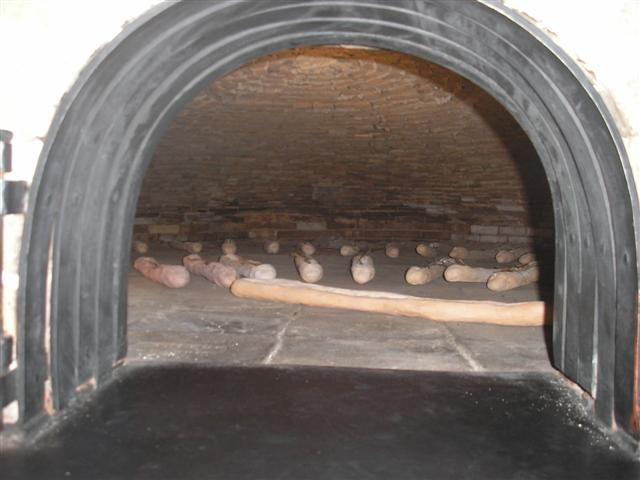
Pan cubano horneado en un horno tradicional de ladrillos, Museo Estatal de Ybor City, Tampa. (El pan es simulado.)

Una pieza tradicional de pan cubano tiene aproximadamente 90 cm de lago una sección más o menos rectangular (frente a la sección más redonda de la baguete francesa). Tiene una corteza tostada dura, fina y casi de papel y un centro tierno y hojaldrado. Al principio la masa se estiraba para hacerla durar, creando las distintivas burbujas y forma alargada del pan. Como se ha hecho durante décadas, La Segunda y otros fabricantes de pan cubano tradicional ponen una hoja de palma larga y húmeda sobre las piezas de pan antes de hornearlas, creando unas marcas alargadas y poco profundas en la corteza de la parte superior, parecido a los cortes que se practica a la masa en algunas piezas de pan europeas.
El pan cubano es la base necesaria para un sándwich cubano. También puede servirse como desayuno, especialmente tostada con mantequilla y acompañada de una taza caliente de café con leche, en la que a veces se moja.
El pan cubano debe comerse poco después de hornearse, ya que tiende a endurecerse rápidamente. (En Ybor City se decía que pasadas 24 horas el pan cubano solo sirve para empanar una croqueta de jaiba.)